# Myomyscus yemeni
Myomyscus yemeni, conocida como rata de patas blancas yemení, es una especie de roedor de la familia Muridae. Originalmente fue descripta como una subespecie de Myomyscus fumatus por Sanborn y Hoogstraal en 1953
Actualmente se considera como taxón hermano de Myomyscus brockmani (Thomas, 1906) que habita en Etiopía.

## Distribución geográfica
Se encuentra en Arabia Saudita y Yemen.